# Первомайское (Татарстан)
Первомайское — упразднённое в 1958 году село, вошедшее в состав города Елабуги Татарской АССР РСФСР. На картах размещался как отдельный населённый пункт, расположенный на современной северо-восточной окраине города в районе улицы Максима Горького, но фактически окружал Елабугу с трёх сторон и являлся продолжением Елабуги. На карте Елабужского уезда 1891 года эти части показаны как три самостоятельных населённых пункта: Трёхсвятское, Трёхсвятская слобода и Выселок из слободы Трёхсвятской. Ныне ее части являются историческими районами города: Первомайка и Чапайка.

## Эволюция названия
Первоначально поселение именовалось Слобода при городе Елабуге, но вскоре после основания его переименовали в память о когда-то бытовавшем церковном названии Елабуги в Трёхсвятское. В 1933 году деревню Трёхсвятское переименовали в Первомайское.

## История
Основана в 1850 году, после того, как крестьян Елабуги выселили за новые, установленные в 1846 году границы города. С 1859 года Трёхсвятское являлось центром Трёхсвятской волости, позже Трёхсвятского, а затем Первомайского сельсовета. В 1958 года Первомайский сельсовет, куда помимо Первомайского входила деревня Подмонастырка, был ликвидирован, а его населённые пункты вошли в состав Елабуги.
Деревню Трёхсвятское не следует путать с церковным названием дворцового села Елабуга — «Тресвяцкое» которое использовалось в качестве дополнения к основному названию села Елабуги с конца XVI века до 1708 года.